# Buschkäuze
Die Buschkäuze (Ninox) sind eine Gattung aus der Familie der Eigentlichen Eulen (Strigidae). Es sind kleine oder größere Eulen mit einem rundlichen Kopf, Federohren sind nicht vorhanden. Der Schwanz und die spitzen Flügel sind relativ lang. Der Gesichtsschleier ist undeutlich. Die Nasenlöcher befinden sich an der Vorderseite der aufgewölbten Nasenwachshaut. Die Verbreitung erstreckt sich von Ostsibirien, Südasien, Südostasien bis Japan, über die Philippinen, Neuguinea und Australien bis Neuseeland, Sri Lanka, Malaysia, zu den Sunda-Inseln sowie zu anderen Inseln in der indopazifischen Region. Eine Art ist auf Madagaskar endemisch.

## Systematik
Gegenwärtig werden 37 Arten (36 rezente und eine ausgestorbene) unterschieden. Bei einigen Unterarten könnte es sich um Arten handeln, hier sind jedoch weitere morphologische und genetische Analysen notwendig.
Es werden folgende Arten unterschieden:
- Andamanenkauz (Ninox affinis). Verbreitung: Andamanen
- Boobookkauz (Ninox boobook). Verbreitung: Australien, Roti, Timor, südliches Neuguinea.
- Togiankauz (Ninox burhani). Verbreitung: Togian
- Kläfferkauz (Ninox connivens). Verbreitung: Nördliche Molukken, Neuguinea, Australien
- Zinnoberkauz (Ninox ios). Verbreitung: Nord-Sulawesi
- Tasmankuckuckskauz (Ninox leucopsis). Verbreitung: Tasmanien
- Camiguinkauz (Ninox leventisi). Verbreitung: Camiguin.
- Roter Kuckuckskauz (Ninox lurida). Verbreitung: Queensland
- Manuskauz (Ninox meeki). Verbreitung: Manus
- Mindorokauz (Ninox mindorensis). Verbreitung: Mindoro
- Weihnachtsinselkauz (Ninox natalis). Verbreitung: Weihnachtsinsel
- Neuseeland-Kuckuckskauz (Ninox novaeseelandeae). Verbreitung: Neuseeland.
  - Lord-Howe-Kuckuckskauz (Ninox novaeseelandiae albaria). Verbreitung: Lord-Howe-Insel, ausgestorben
  - Norfolkinsel-Kuckuckskauz (Ninox novaeseelandeae undulata). Verbreitung: Norfolkinsel, in reinrassiger Form ausgestorben, überlebt als Norfolkinsel/Neuseeland-Kuckuckskauzhybride.
  - Neukaledonien-Kuckuckskauz (Ninox cf novaezelandeae). Verbreitung: Neukaledonien. Diese Form ist nur durch subfossiles Knochenmaterial bekannt.
- Dunkelkauz (Ninox obscura). Verbreitung: Andamanen und Nikobaren
- Ockerbauchkauz (Ninox ochracea). Verbreitung: Sulawesi
- Neubritannienkauz (Ninox odiosa). Verbreitung: Neubritannien
- Luzonkauz (Ninox philippensis). Verbreitung: Philippinen, mit Ausnahme von Mindoro
- Pünktchenkauz (Ninox punctulata). Verbreitung: Sulawesi, Butung-Inseln.
- Sulukauz (Ninox reyi). Verbreitung: Sulu-Archipel.
- Sumbakauz (Ninox rudolfi). Verbreitung: Sumba
- Rostkauz (Ninox rufa). Verbreitung: Nord-Australien und Neuguinea.
- Cebukauz (Ninox rumseyi). Verbreitung: Cebu.[2]
- Falkenkauz (Ninox scutulata). Verbreitung: Indien, Sri Lanka, Ost-Sibirien, Japan, Andamanen, Malaysia, Myanmar, Laos, Vietnam, Volksrepublik China, Korea, Große Sunda-Inseln, Kleine Sunda-Inseln, Sulawesi, Molukken, Taiwan und Philippinen.
- Seramkauz (Ninox squamipila). Verbreitung: Molukken und Tanimbarinseln
- Riesenkauz (Ninox strenua). Verbreitung: Südost-Australien
- Graugesicht-Sumbakauz (Ninox sumbaensis). Verbreitung: Sumba
- Einfarbkauz (Ninox theomacha). Verbreitung: Neuguinea, D’Entrecasteaux-Inseln, Louisiade-Archipel.
- Bismarckkauz (Ninox variegata). Verbreitung: Neuirland, Neubritannien, Lavongai.

Nach aktuellen Studien zählt auch der ausgestorbene Weißwangenkauz zu dieser Gattung.